# Marie-Theres Kastner
Marie-Theres Kastner (* 9. Mai 1950 in Recklinghausen) ist eine deutsche Politikerin (CDU). Sie war von 1995 bis 2000 Bürgermeisterin der Stadt Münster von 2000 bis 2010 Abgeordnete des Landtags Nordrhein-Westfalen und war bis 2024 Bundesvorsitzende der Katholischen Elternschaft Deutschlands (KED).

## Leben
Kastner absolvierte im Jahr 1968 ihr Abitur und studierte im Anschluss bis 1970 an der Westfälischen Wilhelms-Universität in Münster Germanistik, Geschichte und Sozialwissenschaften. Von 1970 bis 1975 setzte sie ihr Studium an der Universität Würzburg fort und machte 1974 ihr Staatsexamen in Germanistik und Geschichte. Ein Jahr später folgte das Staatsexamen in Sozialwissenschaften. Bis 1977 machte sie eine Referendarausbildung, anschließend war sie innerhalb ihrer Familie tätig. Kastner ist verheiratet und hat vier Kinder.

## Politik
Kastner ist seit 1982 Mitglied der CDU. Seit 1998 ist sie Beisitzerin des Kreisvorstandes Münster und von 1984 bis 1986 war sie stellvertretende Vorsitzende der Ortsunion Münster-Geist, im Anschluss war sie bis 1993 deren Vorsitzende. Von 1989 bis August 2000 war sie Ratsmitglied der Stadt Münster. Während dieser Zeit war sie von 1995 bis 2000 Bürgermeisterin der Stadt Münster. Außerdem war sie von 1994 bis 1995 stellvertretende Vorsitzende der CDU-Ratsfraktion. Seit 2000 ist sie Beisitzerin im Vorstand des Bezirksverbandes Münsterland der CDU. Ab 2005 war sie stellvertretende Vorsitzende des Kreisverbandes Münster der CDU.
Von 2000 bis 2010 war sie Abgeordnete im Landtag Nordrhein-Westfalen. In ihrer ersten Legislaturperiode war sie ordentliches Mitglied des Ausschusses für Schule und Weiterbildung und des Ausschusses für Generationen, Familie und Integration. Außerdem war sie Sprecherin ihrer Partei im Ausschuss für Generationen, Familie und Integration. In ihrer zweiten Wahlperiode war sie Mitglied im Ausschuss für Generationen, Familie und Integration. Ab dem Jahr 2003 war sie zudem Beisitzerin im Vorstands der CDU Nordrhein-Westfalen.
Von 2005 bis 2024 war Marie-Theres Kastner Bundesvorsitzende der Katholischen Elternschaft Deutschlands (KED).